# Tema de Capadocia
El tema de Capadocia (en griego: θέμα Καππαδοκίας) fue un tema bizantino (provincia civil-militar) abarcando la porción del sur de la región homónima desde comienzos del siglo IX a finales del siglo XI.

## Ubicación
El tema comprendió la mayoría de la antigua provincia romana Cappadocia Secunda y partes de Cappadocia Prima. Para comienzos del siglo X, lindaba con el tema de los bucelarios, aproximadamente a lo largo de la línea del lago Tatta y Mocissus; el tema armeniaco y más tarde Carsiano al norte, a través del río Halys, y al nordeste Caesarea y la fortaleza de Rodentos; al del sur con montes Tauro y la frontera con el califato a través de su zona fronteriza (Thughur) en Cilicia; y al este con el tema anatólico, a través de Licaonia y el área de Heraclea Cybistra a Tatta.

## Historia
El tema se encontraba directamente al norte de las Puertas Cilicias, la principal vía de acceso a Asia Menor para los árabes. Por ello la región de Capadocia sufrió frecuentemente sus razias, con sus ciudades y las fortalezas regularmente saqueadas y el país ampliamente devastado y despoblándose. Las ciudades de Tyana, Heraclea Cybistra y Faustinópolis fueron arrasadas por los árabes a comienzos del siglo IX y a pesar de la reconstrucción de Cybistra, las poblaciones de las otras dos ciudades huyeron a las fortalezas de Nigde y Loulon respectivamente.
Inicialmente, el tema fue un turma (división) del tema anatólico. Para contrarrestar la amenaza árabe, fue elevado a la categoría de marca fronteriza (kleisoura) y finalmente a tema de pleno derecho. Es atestiguado como tal en 830 por primera vez. Según los geógrafos musulmanes Ibn Khordadbeh y Ibn al-Faqih, la provincia estaba fuertemente defendida por más de veinte ciudades y fortalezas guardadas por 4000 hombres en el siglo IX. El tema era también era sede de al menos tres aplekta, campamentos imperiales que servían como bases para los ejércitos bizantinos: Koloneia, Caesarea y Bathys Ryax. Su estratego, cuya sede era probablemente la fortaleza de Coron (actual Çömlekçi) y quizás Tyana hacia finales del tema, disfrutaba de un salario anual de 20 libras de oro y el rango de protospatharios, a veces acrecentado a patricio.
Las incursiones árabes fueron frecuentes en el siglo IX y un ejército árabe ocupó Loulon, una de las fortalezas claves que guardaban el norte de las Puertas Cilicias, entre 833 y 879. Tras la victoria bizantina en la batalla de Lalakaon de 863 y la destrucción del movimiento pauliciano en Tefrique en 872 (o 878), la provincia fue pacificada, aunque los ataques árabes no cesaran completamente. Una expedición árabe llegó a saquear la capital temática, Koron, en 897.
Bajo el emperador León VI el Sabio (r. 886-912), las partes orientales de la provincia que conformaban el bandon de Nyssa, incluyendo la ciudad de Cesarea, así como el turma de Kase pasaron al tema de Carsiano. A cambio, el tema de Capadocia se expandió hacia el noroeste por el área del lago de la Sal, en territorio previamente de los temas Anatólico y de los Bucelarios, formando siete bandas en el nuevo turma de Kommata.
La caída de Melitene en 934 y las conquistas de Juan Curcuas mejoraron la seguridad del tema. Durante el siglo X, el tema fue repoblado por cristianos armenios y siríacos. Capadocia se convirtió además en una base de poder para la aristocracia militar anatolia –en particular para las casas Focas y Maleino– cuyas propiedades, riqueza y prestigio militar supusieron un serio reto al gobierno imperial centralista y originaron sucesivas revueltas en la segunda mitad del siglo X. El poder de los magnates fue roto con la confiscación de sus propiedades por Basilio II (r. 976-1025).
La repoblación armenia se intensificó en la primera mitad del siglo XI. Sin embargo, las incursiones selyúcidas en el área empezaron c. 1050 y se incrementaron durante las siguientes dos décadas. Después de la batalla de Manzikert en 1071, la mayoría de Capadocia fue perdida ante los turcos selyúcidas. El final formal del tema no es claro y hay menciones a un «toparca de Capadocia y Coma» en 1081 pero sin poderse discernir si se trata de un título nominal o si los bizantinos mantuvieron control de partes de la antigua provincia.